# Monica Menegozzi

Monica Menegozzi, née le 16 mai 1991 à Venaria Reale, est une joueuse professionnelle de squash représentant l'Italie. Elle atteint, en février 2012, la 172e place mondiale sur le circuit international, son meilleur classement. Elle est championne d'Italie à cinq reprises entre 2015 et 2021.  

## Palmarès

### Titres
- Championnats d'Italie :  5 titres (2015, 2017, 2018, 2020, 2021)